# Genua
Genua (wł. Genova, lig. Zena) – miasto w północno-zachodniej części Włoch nad Morzem Liguryjskim (Morze Śródziemne), u stóp Apeninu Liguryjskiego i Alp Liguryjskich. Stolica i główne miasto regionu administracyjno-historycznego Liguria. Obszar administracyjny ma powierzchnię 243 km² i liczbę ludności 595 025, będąc szóstym co do wielkości miastem Włoch.
Port Genua jest największym portem morskim we Włoszech i piętnastym w Europie pod względem ilości przeładunku w tonach i drugim portem we Włoszech po porcie w Gioia Tauro, a także szesnastym w Europie pod względem liczby kontenerów.

## Nazwa
Nazwa miasta wiąże się z łac. genu „kolano” (i dalej stgr. γόνυ góny „kolano” czy niem. Knie „kolano; (także) zakręt, zakole, zakrzywienie”) i odnosi się do położenia Genui w najbardziej na północ wysuniętym punkcie wybrzeża Morza Liguryjskiego (czyli tam, gdzie linia brzegowa „zakręca”).
Żadne źródła starożytne nie potwierdzają ortografii Janua (Ianua), która była popularna w średniowieczu, a miała na celu uzasadnić przekonanie, jakoby miasto zostało założone przez rzymskiego boga Janusa. Zapisy tego typu pojawiają się dopiero od X wieku i nie mają starszego rodowodu (por. w utworze F. Petrarki Itinerarium breve de Ianua ad Ierusalem z 1358).
Inna legenda także odwołuje się do ortografii Ianua i wiąże nazwę Genui z Janusem, mówiąc, iż tak jak on miasto to ma dwa oblicza: jedno zwrócone ku morzu, drugie ku otaczającym je górom. Legenda powstała najwidoczniej na gruncie bliskich związków między obydwoma miastami już w starożytności (wojny punickie) oraz wierności tradycyjnie okazywanej przez mieszkańców Genui Rzymowi.

## Historia
- ośrodek Ligurów
- w 220 roku p.n.e. zdobyte przez Rzymian
- od 634 we władaniu Longobardów
- w X wieku republika
- w okresie XII-XIII wieku druga obok Wenecji handlowa potęga morska w basenie Morza Śródziemnego
- od 1381 zależność od Wenecji i powolny schyłek
- 1481 – założenie uniwersytetu w Genui
- 1797 – Genua zdobyta przez Napoleona i przekształcona w zależną od Francji Republikę Liguryjską
- w 1805 – przyłączona do Francji
- 1815 – weszła do Królestwa Sardynii
- w XIX wieku rozwój przemysłowy
- w 2004 roku Genua była Europejską Stolicą Kultury
- w 2006 roku część Genui została wpisana na listę światowego dziedzictwa UNESCO
- 14 sierpnia 2018 doszło do katastrofy wiaduktu Morandi, który z przyczyn ulewy i złego stanu technicznego zawalił się.

## Klimat
Genua leży w strefie klimatu subtropikalnego, na pograniczu subtropikalnego–wilgotnego i śródziemnomorskiego, z łagodnymi zimami i ciepłymi latami. Średnia roczna temperatura wynosi 20 °C w dzień i 13 °C w nocy.
Średnia temperatura najchłodniejszych miesięcy – grudnia, stycznia i lutego wynosi wokół 12 °C w dzień i 6 °C w nocy. Średnia temperatura sześciu miesięcy letnich, od maja do października wynosi 24 °C w dzień i 17 °C w nocy.
| Miesiąc                                           | Sty  | Lut  | Mar  | Kwi  | Maj  | Cze  | Lip  | Sie  | Wrz  | Paź  | Lis  | Gru  | Roczna |
| ------------------------------------------------- | ---- | ---- | ---- | ---- | ---- | ---- | ---- | ---- | ---- | ---- | ---- | ---- | ------ |
| Średnie temperatury w dzień [°C]                  | 11,8 | 12,7 | 14,9 | 17,8 | 21,8 | 25,1 | 27,5 | 27,8 | 25,1 | 21,1 | 16,6 | 13,3 | 19,9   |
| Średnie dobowe temperatury [°C]                   | 8,6  | 9,5  | 11,7 | 14,6 | 18,6 | 22,1 | 24,5 | 24,6 | 21,6 | 18,0 | 13,4 | 10,0 | 16,7   |
| Średnie temperatury w nocy [°C]                   | 5,7  | 6,5  | 8,6  | 11,6 | 15,7 | 19,3 | 21,5 | 21,5 | 18,4 | 15,2 | 10,7 | 7,1  | 13,8   |
| Opady [mm]                                        | 76,8 | 55,7 | 81,1 | 81,0 | 52,2 | 29,1 | 21,5 | 41,0 | 66,6 | 111  | 129  | 116  | 961    |
| Średnia liczba dni z opadami                      | 7,6  | 6,1  | 7,6  | 8,6  | 7,1  | 5,1  | 3,2  | 5,4  | 5,9  | 8,3  | 10,8 | 8,3  | 84     |
| Średnie usłonecznienie [h]                        | 118  | 131  | 158  | 192  | 220  | 246  | 295  | 267  | 201  | 174  | 111  | 112  | 2223   |
| Źródło: climatebase.ru (od 2000), nasłonecznienie |      |      |      |      |      |      |      |      |      |      |      |      |        |

| Sty  | Lut  | Mar  | Kwi  | Maj  | Cze  | Lip  | Sie  | Wrz  | Paź  | Lis  | Gru  | Rok  |
| ---- | ---- | ---- | ---- | ---- | ---- | ---- | ---- | ---- | ---- | ---- | ---- | ---- |
| 13,6 | 13,1 | 13,6 | 15,1 | 18,7 | 22,8 | 24,1 | 24,3 | 23,0 | 20,2 | 17,9 | 15,3 | 18,5 |

## Zabytki i turystyka
- Via Garibaldi

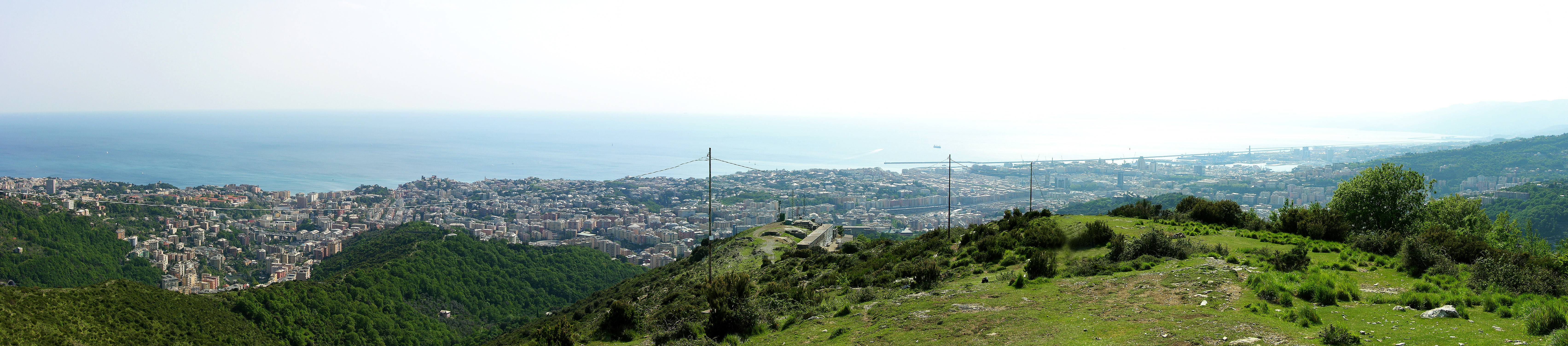
Panorama miasta

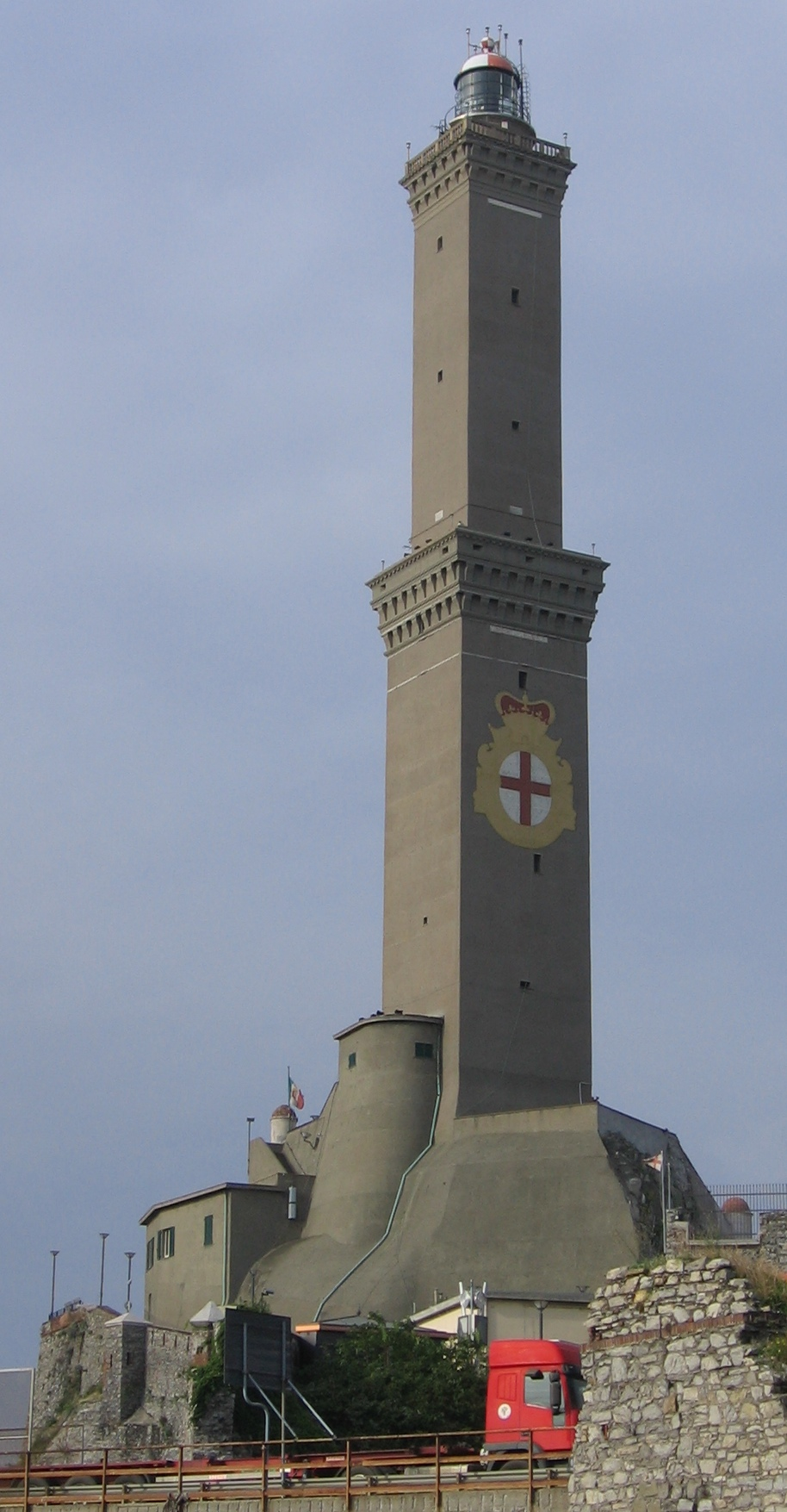
Latarnia morska z herbem miasta

  - Palazzo Doria-Tursi (pol.: Pałac Doria-Tursi) z XVI wieku, obecnie mieści ratusz i miejskie muzeum sztuki;
  - Palazzo Bianco (pol. Biały Pałac) z XVI wieku, mieszczący galerię obrazów takich włoskich mistrzów jak Caravaggio, Veronese czy Filippino Lippi, jak również mało znanych malarzy genueńskich;
  - Palazzo Rosso (pol. Czerwony Pałac) z XVII wieku
- cmentarz w Staglieno
- dom Krzysztofa Kolumba (it.: Casa di Colombo)
- gotycki ratusz miejski z XIII–XV wieku
- katedra San Lorenzo (it.: Cattedrale di San Lorenzo) katedra z XII-XIII wieku, przebudowana w XVI wieku
- latarnia morska (La Lanterna, XII wiek)
- muzeum malarstwa w dawnym Pałacu Paroti
- muzeum sztuki orientalnej Museo d’Arte Orientale Edoardo Chiossone
- Plac De Ferrari(inne języki) (it: Piazza De Ferrari)
  - pałac dożów Genui (it.: Palazzo Ducale) z XVII wieku
- Plac Zwycięstwa (it: Piazza della Vittoria)
- Stary Port (it.: Porto Antico)
  - galeon Neptun – replika galeonu wykorzystana w filmie Piraci R. Polańskiego
  - Il Bigo – monumentalna 8-ramienna konstrukcja z windą widokową
  - muzeum morskie (it.: Il Galata – Museo del Mare di Genova)
  - Pałac San Giorgio (it.: Palazzo San Giorgio) z XIII wieku
- zabytki z okresu rzymskiego
- akwarium (jedno z największych w Europie)
- Mury obronne z XII wieku.
- Bazylika Santa Maria Immacolata
- kościół Il Santissimo Nome di Maria e degli Angeli Custodi
- kościół San Marco al Molo
- kościół Santa Fede
- Kościół Santa Maria Maddalena
- Sanktuarium Nostra Signora del Monte w Genui
- Kościół San Pietro in Banchi

## Podział administracyjny
Od 2007 roku
| Gmina             | Ludność (% całości) | Dzielnice                                                                                        |
| ----------------- | ------------------- | ------------------------------------------------------------------------------------------------ |
| Centro-Est        | 91,402 (15,0%)      | Pré, Molo, Maddalena, Oregina, Lagaccio, San Nicola, Castelletto, Manin, San Vincenzo, Carignano |
| Centro-Ovest      | 66,626 (10,9%)      | Sampierdarena, Campasso, San Teodoro, San Bartolomeo                                             |
| Bassa Val Bisagno | 78,791 (12,9%)      | San Fruttuoso, Marassi, Quezzi                                                                   |
| Media Val Bisagno | 58,742 (9,6%)       | Staglieno, Sant’Eusebio, San Gottardo, Molassana, Struppa                                        |
| Valpolcevera      | 62,492 (10,3%)      | Borzoli, Fegino, Certosa, Rivarolo, Teglia, Begato, Bolzaneto, Morego, San Quirico, Pontedecimo  |
| Medio Ponente     | 61,810 (10,1%)      | Sestri, Cornigliano, Campi                                                                       |
| Ponente           | 63,027 (10,3%)      | Crevari, Voltri, Palmaro, Prà, Pegli, Multedo                                                    |
| Medio Levante     | 61,759 (10,1%)      | Foce, Brignole, Albaro, San Martino, San Giuliano, Lido, Puggia                                  |
| Levante           | 66,155 (10,8%)      | Sturla, Quarto, Quinto, Nervi, Bavari, San Desiderio, Borgoratti                                 |

## Gospodarka

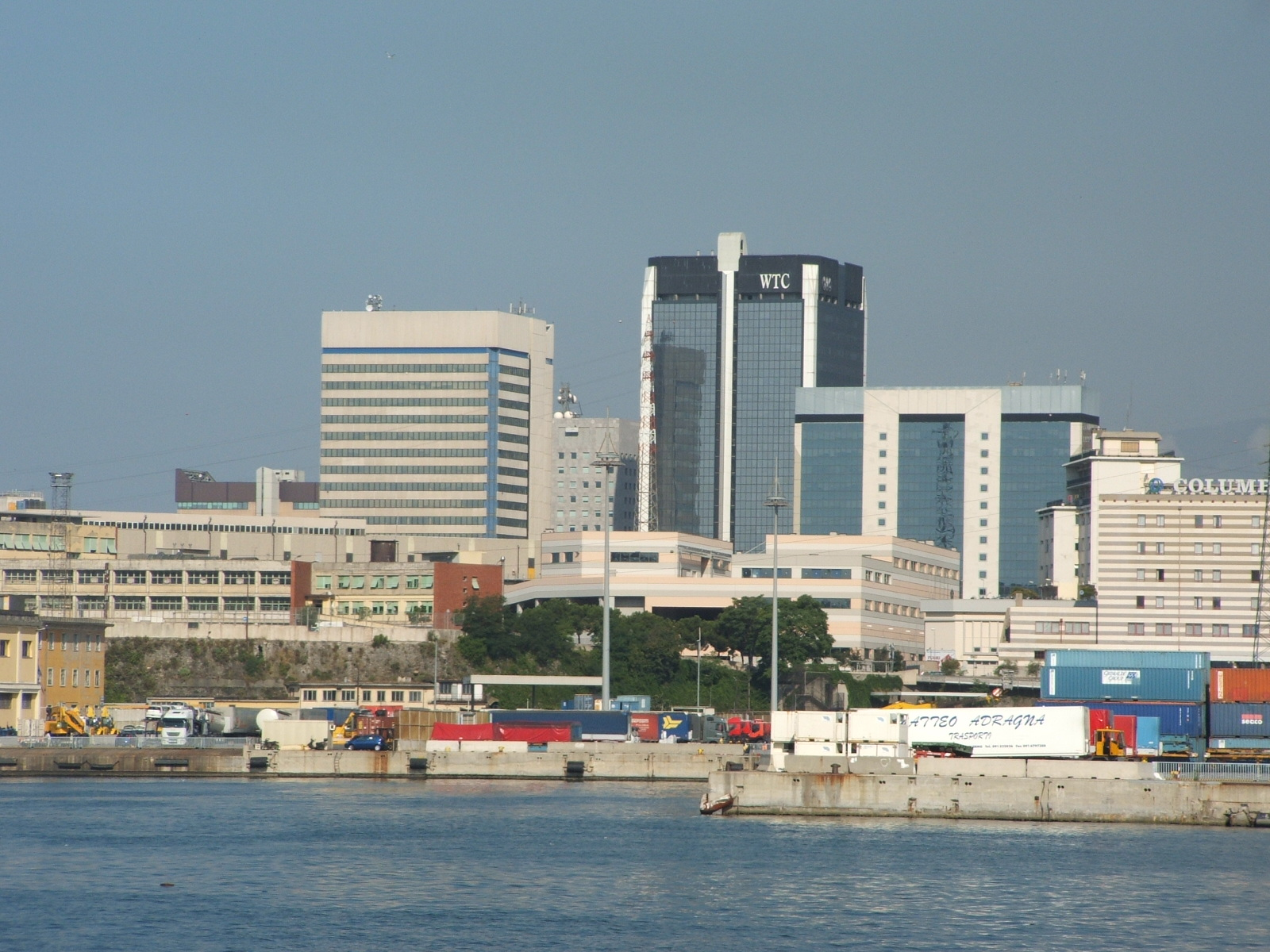
Widok na World Trade Center w Genui

Genua stanowi południowy róg trójkąta przemysłowego Mediolan-Turyn-Genua, jest jednym z głównych centrów gospodarczych kraju. Wytwarza PKB 15,08 miliarda €, co stanowi 1,3% PKB krajowego. W 2000 roku miasto znalazło się na 5. miejscu w rankingu najsilniejszych ekonomicznie miast we Włoszech. Bank św. Jerzego (Banco di San Giorgio), jeden z najstarszych banków na świecie, został założony w Genui w 1407 roku i przyczynił się do świetności gospodarczej miasta od połowy XV wieku. Obecnie wiele czołowych włoskich przedsiębiorstw ma siedzibę w Genui, w tym Ansaldo Energia, Ansaldo STS i Edoardo Raffinerie Garrone.

## Transport

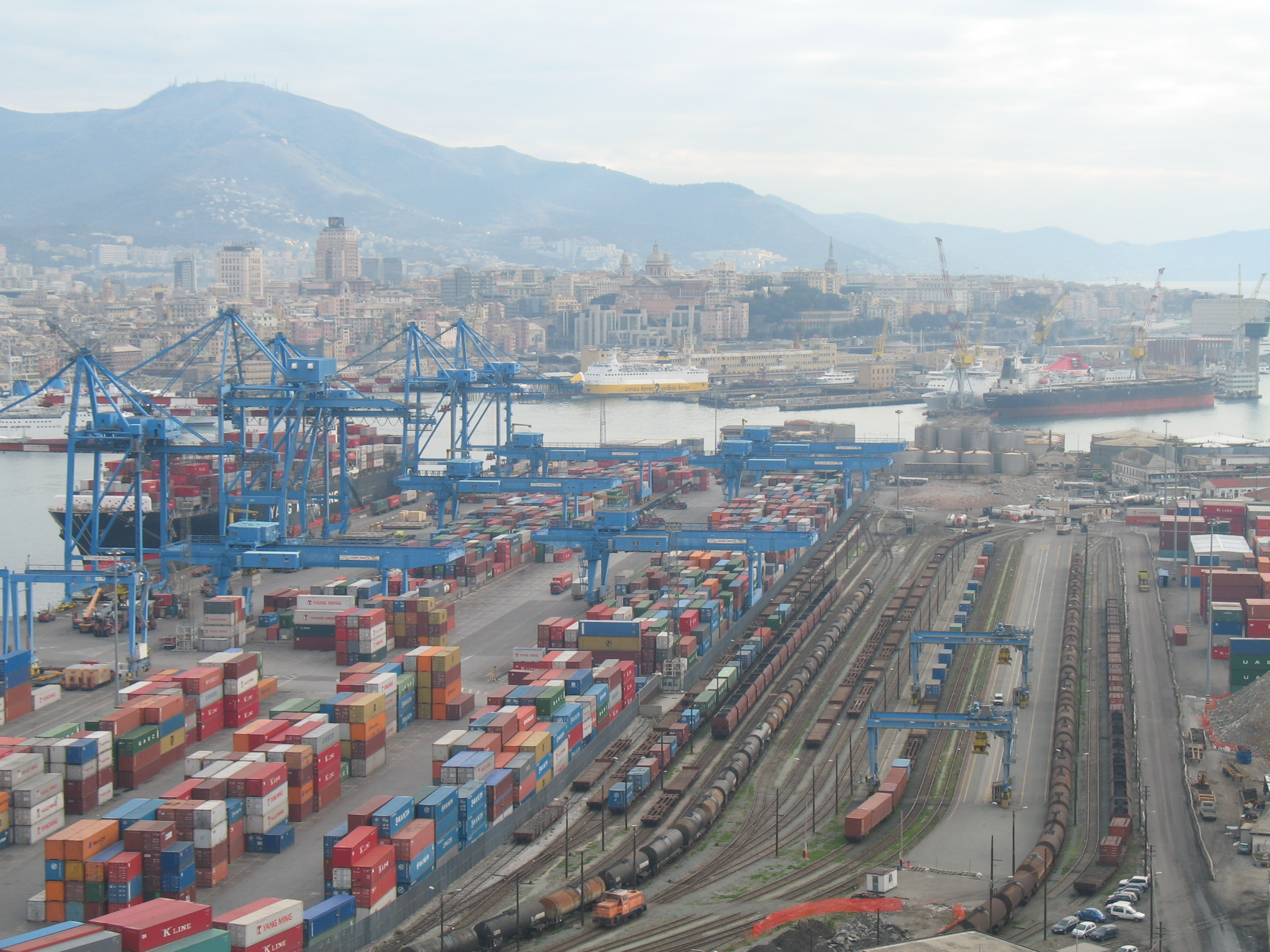
Port w Genui

W mieście znajduje się 23 czynne stacje kolejowe:
- Genova Acquasanta(inne języki)
- Genova Brignole
- Genova Bolzaneto
- Genova Borzoli(inne języki)
- Genova Cornigliano
- Genova Costa di Sestri Ponente(inne języki)
- Genova Granara(inne języki)
- Genova Nervi
- Genova Pegli
- Genova Piazza Manin(inne języki)
- Genova Piazza Principe
- Genova Pontedecimo
- Genova Pra
- Genova Quarto dei Mille
- Genova Quinto al Mare
- Genova Rivarolo
- Genova Sampierdarena
- Genova San Biagio
- Genova Sestri Ponente Aeroporto
- Genova Sturla
- Genova Vesima
- Genova Via di Francia
- Genova Voltri.

Genua to miasto portowe – brama wyjazdowa dla krajów Afryki Północnej (Maroko, Tunezja) oraz do Hiszpanii, Korsyki, Sardynii, Sycylii i Malty. W porcie znajduje się kilka terminali w zależności od przewoźnika. Najwięcej połączeń oferuje Grandi Navi Veloci.

## Sport
Miasto jest siedzibą klubów piłkarskich Genoa CFC oraz UC Sampdoria.

## Znani Genueńczycy

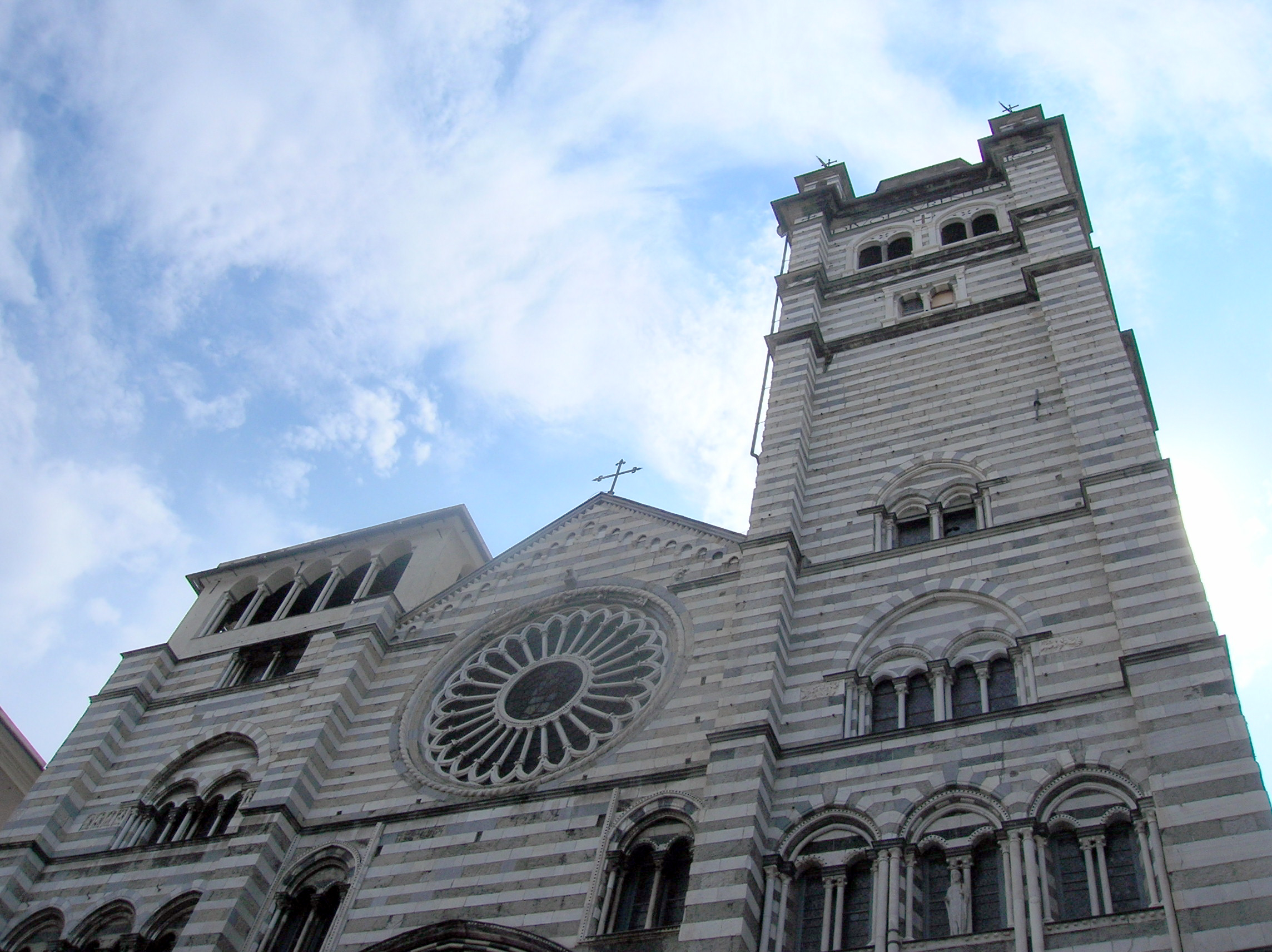
Katedra San Lorenzo

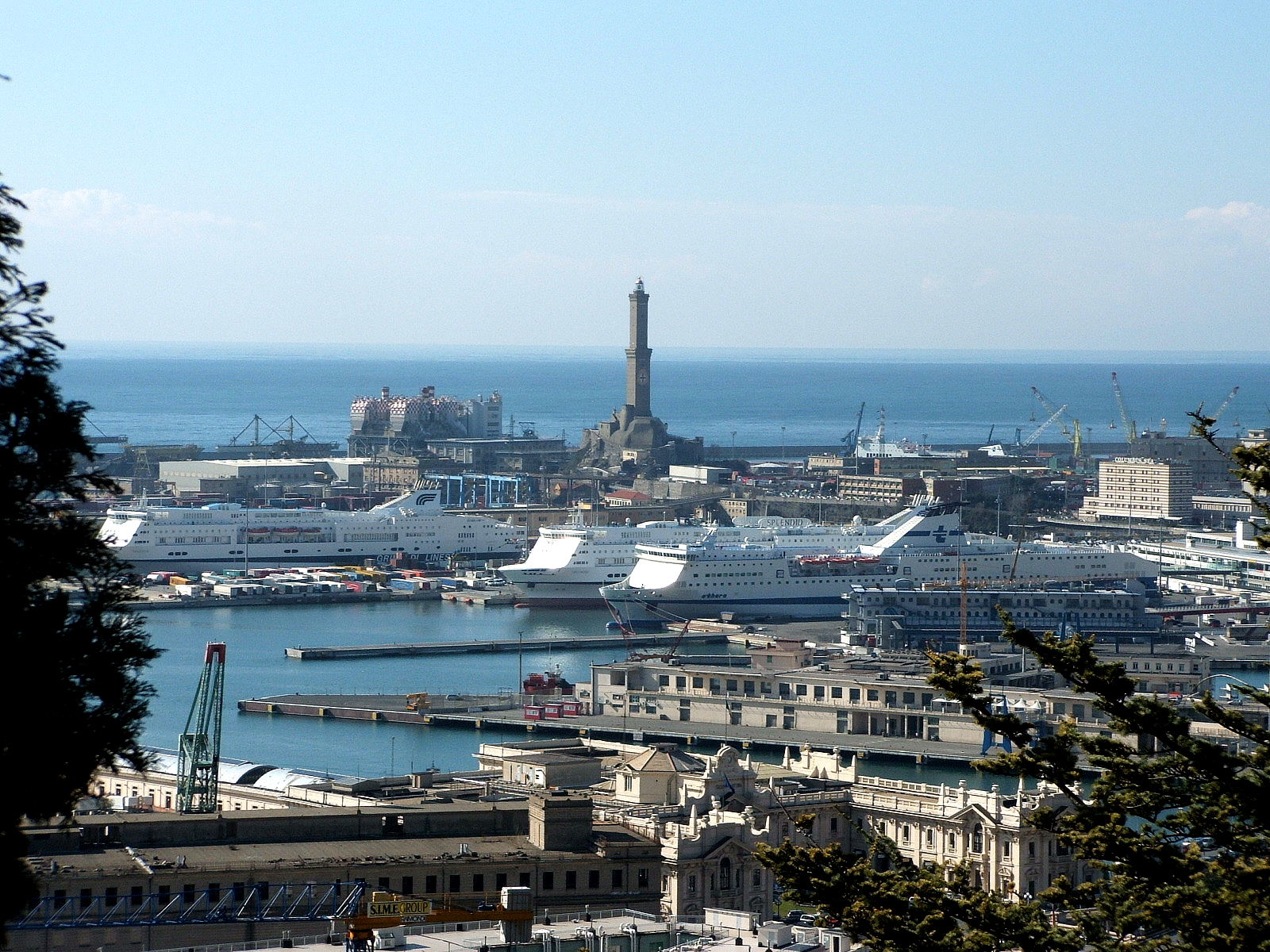
Panorama portu

- żeglarze
  - Krzysztof Kolumb
  - Giovanni Caboto
  - admirał Andrea Doria
- artyści
  - Leone Battista Alberti
- muzycy
  - Niccolò Paganini
  - Fabrizio De André
  - Sabrina Salerno
  - zespół Ricchi e Poveri
- politycy
  - Giuseppe Garibaldi
  - Giuseppe Mazzini
- inni
  - Benedykt XV – papież
  - Hadrian V – papież
  - Innocenty IV – papież
  - Innocenty VIII – papież

## Miasta partnerskie
- Baltimore, Stany Zjednoczone
- Boston, Stany Zjednoczone
- Columbus, Stany Zjednoczone
- Chios, Grecja
- Guayaquil, Ekwador
- Huelva, Hiszpania
- Marsylia, Francja
- Odessa, Ukraina
- Tambow, Rosja
- Rijeka, Chorwacja